# Giáng sinh năm ấy
Giáng sinh năm ấy là một bộ phim hài lãng mạn được sản xuất năm 2019, đạo diễn bởi Paul Feig, kịch bản bởi Bryony Kimmings và Emma Thompson, viết cùng với chồng là Greg Wise. Dựa theo một ca khúc cùng tên, lấy cảm hứng từ âm nhạc của George Michael, bộ phim kể một câu chuyện về mối quan hệ giữa một nhân viên bán hàng dịp Giáng Sinh (do Emilia Clarke thủ vai) với một chàng trai bí ẩn (Henry Golding) mà dần dần cô ấy cảm thấy quý mến; bộ phim cũng có sự tham gia của Thompson và Michelle Yeoh.
Giáng sinh năm ấy được công chiếu rạp ở Mỹ ngày 8 tháng 11 năm 2019 và ở Anh ngày 15 tháng 11 năm 2019 bởi Universal Pictures. Phim được nhận xét trái chiều từ giới phê bình, khen ngợi diễn xuất và tâm hợp tình cảm giữa Clark và Golding nhưng phê bình kịch bản; phim thu về 123 triệu đôla Mỹ toàn cầu.

## Diễn viên
- Emilia Clarke vai Katarina 'Kate' Andrich
  - Madison Ingoldsby vai Kate Andrich trẻ
- Henry Golding vai Tom Webster
- Michelle Yeoh vai Tần Thủy Hoàng/'Bà nô-en'
- Emma Thompson vai Petra Andrich
- Lydia Leonard vai Marta Andrich
  - Lucy Miller vai Young Marta Andrich
- Boris Isaković vai Ivan Andrich
- Rebecca Root vai Tiến sĩ Addis
- Ingrid Oliver vai Nữ cảnh sát Crowley
- Laura Evelyn vai Nữ cảnh sát Churchill
- Patti LuPone vai Joyce
- Calvin Demba vai Nathan
- Jade Anouka vai Alba
- Rob Delaney vai Giám đốc Rạp hát
- Peter Serafinowicz vai Nhà sản xuất Rạp hát
- Peter Mygind vai 'Boy'
- Amit Shah vai Andy
- Maxim Baldry vai Ed
- Sue Perkins vai Giám đốc chương trình tuyết
- Liran Nathan vai Thương gia người Ma-rốc
- Richard Stoker vai Người vô gia cư

Thêm vào đó, Andrew Ridgeley từ cặp song hành Wham!, nhóm nhạc sáng tác bài "Last Christmas", đóng vai khách mời trong nhóm khán giả ở cuối phim.